# Liezel Huber
Liezel Huber (født 21. august 1976 i Durban) er en professionel, kvindelig, sydafrikansk tennisspiller.
Huber har vundet tre Grand Slam-titler i double, Wimbledon i 2005 og 2007, og Australian Open 2007. Alle gange sammen med Cara Black.

## Grand Slam-titler
- Wimbledon:
  - Double damer 2005 (sammen med Cara Black)
  - Double damer 2007 (sammen med Cara Black)
- Australian Open:
  - Double damer 2007 (sammen med Cara Black)